# ألبيناريا
ألبيناريا (بالإنجليزية: Albinaria) هو جنس من الحلزونات الأرضية تنتمي إلى فصيلة كلوزيونيّات. يتميز هذا الجنس بوجود أصداف صلبة ومتطاولة ذات لون يميل إلى الأبيض أو الرمادي، ويضم عددًا كبيرًا من الأنواع.

## التوزيع
توجد أنواع ألبيناريا بشكل رئيسي في منطقة البحر الأبيض المتوسط، وخاصة في اليونان وتركيا وبعض جزر البحر المتوسط، حيث تعيش في البيئات الجبلية والصخرية.

## الأنواع
يضم جنس ألبيناريا عشرات الأنواع، من أبرزها:
- ألبيناريا caerulea

- ألبيناريا janicollis

- ألبيناريا sphakiota